# Pakt
Pakt är en sammanslutning av olika slag eller att vara i förbund med någon. En pakt kan vara ett avtal eller överenskommelse mellan stater eller regeringar.